# MUSIC 24/7
『MUSIC 24/7』（ミュージック トゥエンティーフォー・セブン）は、TBSラジオの音楽番組。2013年10月1日開始。

## 番組概要
「音楽で今を語ろう!」をテーマとして、いわば「音楽愛に溢れた、24時間/週7日間・音楽なしでは生きていけない」4人の日替わりパーソナリティによる「トーク&ミュージックプログラム」。

ちなみに「24/7」は「24時間、週7日＝いつも、常に」という意味の英語スラングでもある。
「今、語りたい音楽」を4人それぞれが「得意なジャンルや分野」を活かしながら、新譜や旧作、さらには、邦楽・洋楽を問わず、幅広く選曲を行い、4人のパーソナリティがそれぞれのスタイルで「その日の世の中の空気や自らの気持ち」を込めて、リスナーに語りかけていくものである。
2014年3月15日には、赤坂サカスにて番組イベントを開催。4人のパーソナリティが勢ぞろいして、イベントを盛り上げた。

## 出演者

### パーソナリティ
- 火曜：西寺郷太[5]（ノーナ・リーヴス）
- 水曜：☆Taku Takahashi[6]（m-flo）
- 木曜：森本千絵[7]（アートディレクター、コミュニケーションディレクター）
- 金曜：宮治淳一（茅ヶ崎市のミュージック・ライブラリー＆カフェ「Brandin[8]」館長、ワーナーミュージック・ジャパンインターナショナル本部長）

### その他の出演者
- 古谷有美（TBSアナウンサー／水曜日「ダンス・ミュージック専門用語講座」ナレーション）
- 名塚佳織（不定期で水曜日のラジオドラマ「Beat Per Minites」〔佐藤大脚本〕に出演。番組のタイトルコールも務める[9][10]）
- イベリコブタちゃん（木曜日アシスタントという触れ込みだが、冒頭のメールアドレスの紹介と8時台のゲストコーナー及び9時台の一部コーナーのタイトルコールのみの出番）

## サブタイトル
- 火曜：西寺郷太TAMAGO RADIO[11][12]
- 水曜：☆Taku Takahashi presents “The BlockHeadz”[11]
- 木曜：森本千絵の“エリンギとイベリコブタ”[11]
- 金曜：宮治淳一の“No Music,No Friday！”[11]

## ネット局
火曜 - 金曜20:00 - 21:00に放送。野球中継や特別番組のため、休止の場合あり（TBSラジオが休止する場合、地方局向けの裏送りを実施する場合あり）。2014年3月18日から3月21日にかけては『一慶、チャコのパックインミュージック』放送のため全局休止で同番組を同時ネット。
- 青森放送
- IBC岩手放送
- 東北放送 - TBCパワフルベースボール（東北楽天ゴールデンイーグルス戦）の放送により、2013年10月2日が放送初回。
- 秋田放送
- 新潟放送
- 山梨放送
- 福井放送
- 静岡放送
- CBCラジオ
- 山陽放送
- 山陰放送
- 中国放送
- 山口放送
- 四国放送
- 南海放送
- 高知放送
- 長崎放送
- 大分放送
- 宮崎放送
- 南日本放送